# Nossrat Peseschkian

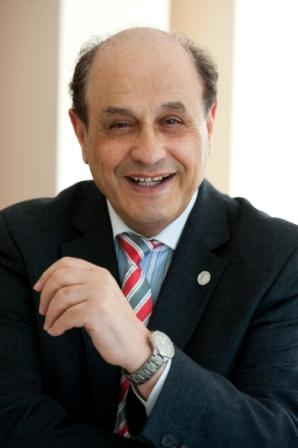
Nossrat Peseschkian

Nossrat Peseschkian (Caxã, 18 de junho de 1933 — Wiesbaden, 27 de abril de 2010) era um médico iraniano-alemão especializado em neurologia, psiquiatria e psicoterapia, fundador da Psicoterapia Positiva e Transcultural.
Membro da Fé Bahá'í, Nossrat Peseschkian nasceu no Irã(o) em 1933 e residia em Wiesbaden, Alemanha, desde 1954 até à data de seu falecimento, em 2010, com a sua esposa Manije que é terapeuta familiar. Após o seu falecimento, a esposa e os seus dois filhos Hamid e Nawid, também psiquiatras e psicoterapeutas, continuam o seu trabalho, juntamente com os demais membros da rede mundial de Psicoterapia Positiva e Transcultural.
Tendo fundado a Psicoterapia Positiva em 1968, baseando-se numa abordagem trans-cultural, foi um escritor com mais de vinte obras traduzidas em diversos idiomas (incluindo o alemão e o persa, o inglês, o chinês, o russo e o português), lecionando Medicina Psicossomática e Psicoterapia na Academia para Educação Contínua da Associação Médica do Estado de Hessen na Alemanha.
Palestrante internacional com viagens a 67 países em todo o mundo e com uma rede global de cem centros locais, regionais e nacionais de Psicoterapia Positiva estabelecidos num total de 23 países, deixou como centro a Academia de Psicoterapia de Wiesbaden, um instituto pós-graduado de psicologia licenciado pelo Estado Alemão.
Entre os seus prémios, Peseschkian foi honrado com a medalha de Mérito da Alemanha em 2006.